# 爪哇伏翼
爪哇伏翼（学名：Pipistrellus javanicus）为蝙蝠科伏翼属的动物。分布于台湾岛以及中国大陆的贵州、山东、四川、福建、浙江、湖北、天津、江西、海南、黑龙江、广东、云南、广西、陕西、甘肃、河北、湖南、安徽、山西、西藏、辽宁等地，常见于森林、洞穴以及家舍。该物种的模式产地在印度尼西亚的爪哇。

## 亚种
- 爪哇伏翼日本亚种（学名：Pipistrellus javanicus abramus），Temminck于1840年命名。分布于台湾岛以及中国大陆的江西、广西、黑龙江、贵州、云南、甘肃、湖南、河北、陕西、山西、山东、西藏、海南、广东、辽宁、四川、浙江、湖北等地。该物种的模式产地在日本。[2]